# Jorge Del Río (abogado)
Jorge Del Río (Buenos Aires, 27 de julio de 1900-ibídem, 23 de octubre de 1973) fue un abogado e investigador argentino especializado en el tema de la política eléctrica y las concesiones de servicio eléctrico, la industria petrolera y el cooperativismo. Se distinguió por revelar la corrupción político-empresarial de los trusts eléctricos europeos y estadounidenses en Argentina y las cláusulas leoninas de las concesiones, con el fin de conformar monopolios privados y obtener ganancias extraordinarias. Fue el primer abogado de la empresa estatal Agua y Energía Eléctrica y abogado en jefe de la empresa estatal YPF. Integró como asesor la Comisión Investigadora del Grupo ANSEC. Fue miembro fundador de FORJA y el Centro de Estudios Energéticos "General Enrique Mosconi". Entre sus obras se destaca el ensayo precursor El escándalo eléctrico y la investigación de la Cámara de Diputados, publicado como Cuaderno N.º 13 de FORJA en 1935, así como Política argentina y monopolios eléctricos (1957) y Electricidad y liberación nacional (1960).

## Biografía
Nació en Buenos Aires el 27 de julio de 1900. En 1923 se recibió de abogado en la Facultad de Derecho de la Universidad de Buenos Aires.
En 1932 presidió la Junta de Sociedades de Fomento Pro Rebaja de Tarifas de Electricidad en la ciudad de Buenos Aires, que denunció la ilegalidad de las tarifas eléctricas que cobraban la CHADE y la Ítalo, obligándolas a reducir el monto.
Simpatizante de la Unión Cívica Radical, en 1935 fue uno de los fundadores de FORJA, junto a Juan B. Fleitas, Arturo Jauretche, Homero Manzi, Luis Dellepiane y Gabriel del Mazo, entre otros. El grupo se caracterizó por estudiar y denunciar los mecanismos neocoloniales, bajo el lema "Somos una Argentina Colonial: queremos ser una Argentina Libre".
Dirigió la revista Electricultura Argentina. En 1940 publicó El servicio público de electricidad de la ciudad de Buenos Aires. Antecedentes de las ordenanzas 8028 y 8029, que prorrogaron las concesiones.
En 1942 FORJA publicó su ensayo El escándalo eléctrico y la investigación de la Cámara de Diputados, como el Cuaderno N.º 13 de FORJA, con prólogo de Raúl Scalabrini Ortiz.
En 1944 fue asesor de la Comisión Investigadora del Grupo ANSEC, que presidió por el teniente coronel Alfredo Intzaurgarat, donde fue autor de un estudio que fundamentó la caducidad de las concesiones eléctricas otorgadas a esa empresa en las ciudades de Tucumán, Paraná, Santa Fé, Córdoba, San Luis y Jujuy.
Durante el gobierno peronista fue designado como primer abogado de la empresa estatal Agua y Energía Eléctrica y abogado en jefe de Yacimientos Petrolíferos Fiscales. En 1951 redactó la sección de economía social y cooperativismo del Segundo Plan Quinquenal. 
En 1958 fundó y desde entonces dirigió el Centro de Estudios Energéticos «General Enrique Mosconi». Fue fundador de varias cooperativas y de la Asociación Argentina de Cooperativas de Trabajo.
Entre sus obras se destacan Política argentina y monopolios eléctricos, El por qué de la crisis, Electricidad y liberación nacional, Cooperativas de trabajo y  Cooperativas  de electricidad y usinas populares.
Falleció en su casa en Buenos Aires, el 23 de octubre de 1973.

## Obra
- El escándalo eléctrico y la investigación de la Cámara de Diputados (1935), Cuaderno N.º 13 de FORJA
- El servicio público de electricidad de la ciudad de Buenos Aires. Antecedentes de las ordenanzas 8028 y 8029, que prorrogaron las concesiones (1940)
- Cooperativas  de electricidad y usinas populares (1940)
- Política argentina y monopolios eléctricos (1957)
- Electricidad y liberación nacional (1960)
- El por qué de la crisis (1961)
- Cooperativas de trabajo (1966)